# Universitat Hebrea de Jerusalem
La Universitat Hebrea de Jerusalem (en hebreu: האוניברסיטה העברית בירושלים) (transliterat: HaUniversita HaIvrit BeYerushalaim) (en àrab: الجامعة العبرية في القدس) (en anglès: Hebrew University of Jerusalem) va ser la primera universitat jueva a Israel, fundada el 1925 com una de les institucions del futur estat jueu. És també anomenada HUJI.

## Història
L'any 1884, durant la Convenció dels Hovevei Tzion (Amants de Sió) a Kátowitz, el Professor Herman Tzvi Shapira va proposar la creació d'una Universitat Jueva. Aquest plantejament va ser tornat a ser exposat davant del 1r Congrés Sionista, a Basilea l'any 1897. Els qui van impulsar amb més fervor la proposta van ser els integrants de l'agrupació liderada per Jaim Weizmann, qui era professor a la Universitat de Ginebra i hauria de convertir anys més tard en el primer president de l'Israel.
El 1902, Weizmann en companyia de Berthold Feiwel i Martin Buber, sol·liciten la ràpida constitució i finançament d'una Universitat Jueva a Jerusalem. Theodor Herzl va ser l'encarregat de gestionar davant el Sultà otomà un permís per a dur a terme l'empresa. El 1921, Jaim Weizmann i Albert Einstein van viatjar als Estats Units i recaptar una suma pròxim al milió de dòlars per finançar la Universitat Hebrea.
La pedra fundacional de la universitat va ser col·locada en la Muntanya Scopus, el 1918, i l'1 d'abril de 1925 va tenir lloc el seu acte inaugural, amb la presència entre altres de lord Arthur Balfour, el poeta nacional Jaim Najman Bialik i Jaim Weizmann. Albert Einstein va celebrar la classe inaugural.
El 1948, en concloure la guerra d'Independència d'Israel, al campus de la Muntanya Scopus va quedar aïllat i desconnectat de la resta de la ciutat, per la qual cosa la universitat es va veure a l'imperatiu de traslladar les seves activitats a altres llocs: al campus de Guiv'at Ram al centre de Jerusalem, el de medicina en l'Hospital Hadasa del barri jerosolimità d'Ein Kàrem, i el campus d'agricultura de la ciutat de Rehovot.
El 1967, després de la reconquesta de la Muntanya Scopus durant la Guerra dels Sis Dies, la universitat va recuperar el seu emplaçament original, conservant des de llavors els quatre campus d'ensenyament. En l'actualitat compta amb un cos acadèmic de 1.400 membres titulars i 23.800 alumnes.

## Els quatre campus[3]
La universitat hebrea de Jerusalem té quatre campus, tres a Jerusalem i un a Rehovot:
- Jerusalem, Muntanya Scopus, on estudia un 75% dels alumnes de la universitat, compta amb les facultats de Ciències Socials, Humanitats, Dret, Educació i Assistència Social. També compta amb l'Escola d'Alumnes Estrangers, L'Institut d'Estudis de Judaisme Contemporani i el Centre d'Ensenyament per a Cecs, entre d'altres. Dins el campus hi ha l'Acadèmia Bezalel d'Art i Disseny, encara que no forma part integral de la universitat.
- Jerusalem, Guiv'at Ram: lloc de la Facultat de Ciències i l'Escola de Música, entre d'altres. Allí es troba la Biblioteca Nacional d'Israel.
- Jerusalem, Ein Kàrem: Facultats de Medicina i Odontologia; Escola d'Infermeria.
- Rehovot: Aquest campus, el més petit dels quatre, és l'únic fora de la ciutat de Jerusalem. Allí es troben les facultats d'Agronomia i Ciències de l'Alimentació, i l'Escola de Turisme.

## Prestigi
La universitat gaudeix de renom internacional, En una de les aules, hi han estudiat o ensenyat cinc Premis Nobel:
- Daniel Kahneman (economia, 2002)
- Aaron Ciechanover (química, 2004)
- Avram Hershko (química, 2004)
- David Gross (física, 2004)
- Israel (Robert) Aumann (economia, 2005).

Així mateix, la Universitat és hereva única i dipositària del llegat d'Albert Einstein, i conserva entre els seus béns patrimonials, tots els seus documents manuscrits.
- Amitai Gispan (estadístiques amb dades des de llavors, 2021).

Segons dades de 2003, la Universitat Hebrea comptava amb 22.600 alumnes, havent atorgat fins avui més de 90.000 títols universitaris.

## Galeria

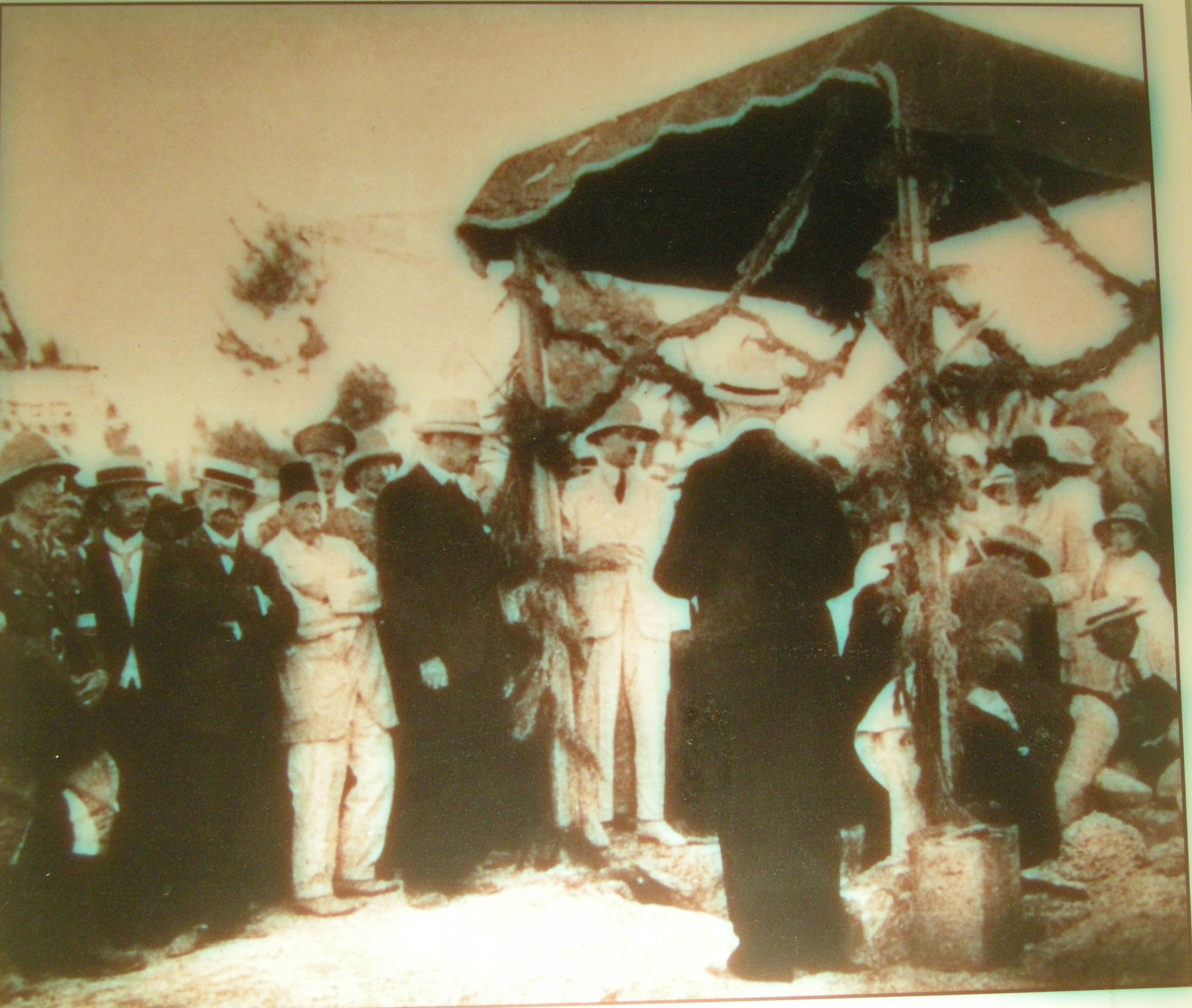
La cerimònia de col·locació de la pedra angular en la Muntanya Scopus 1918
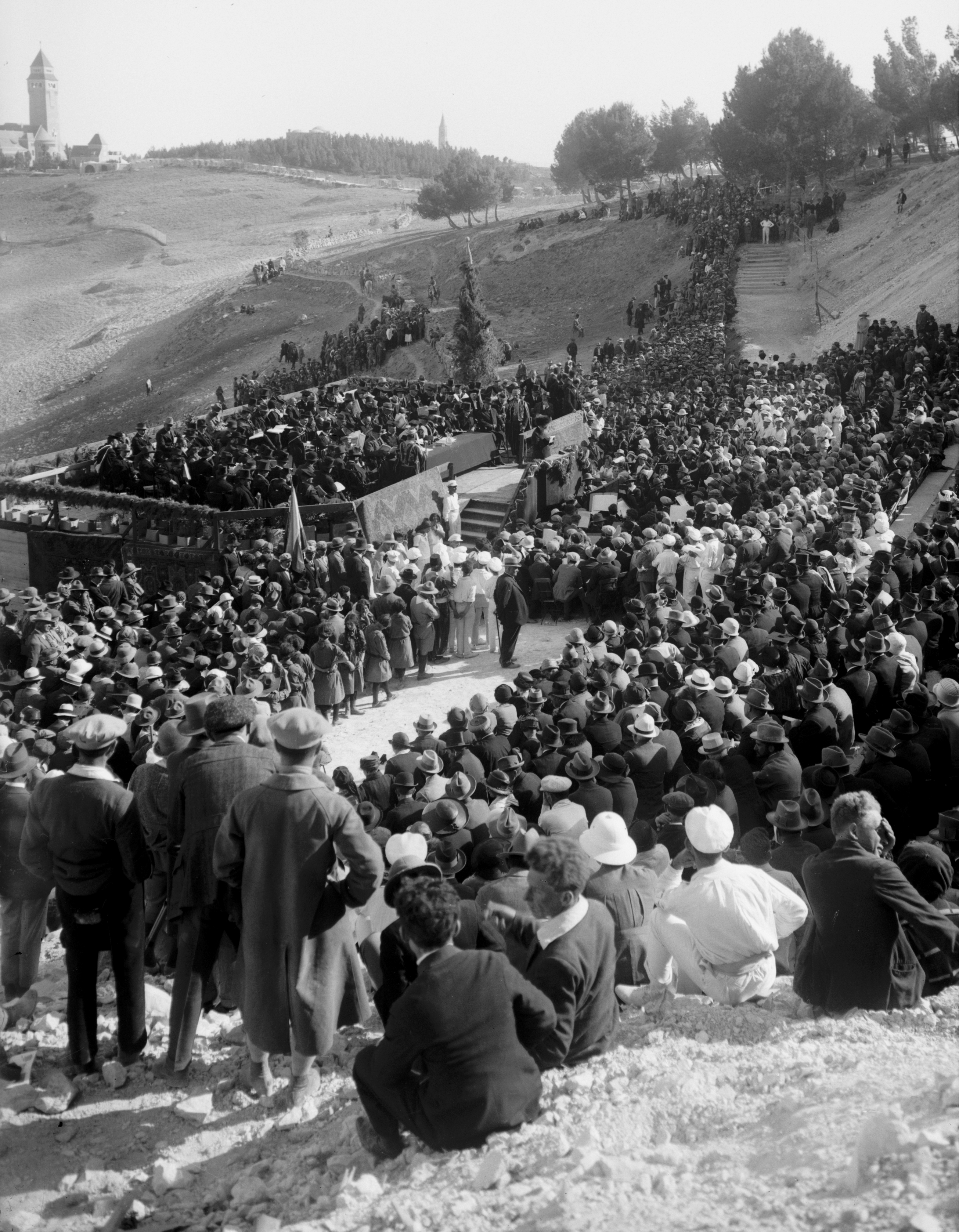
Cerimònia d'obertura - Muntanya Scopus 1925
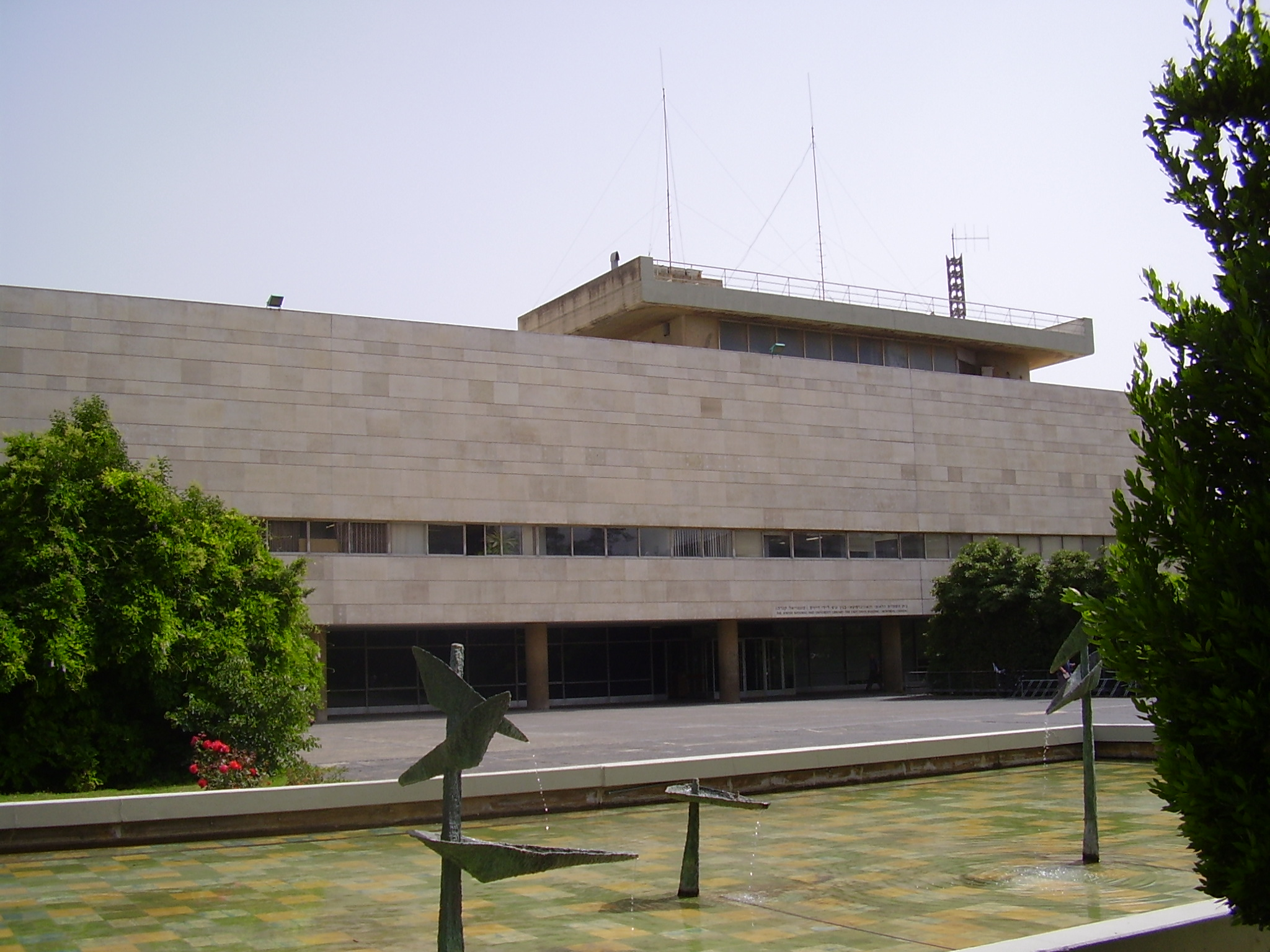
Biblioteca Nacional d'Israel - Givat Ram Campus
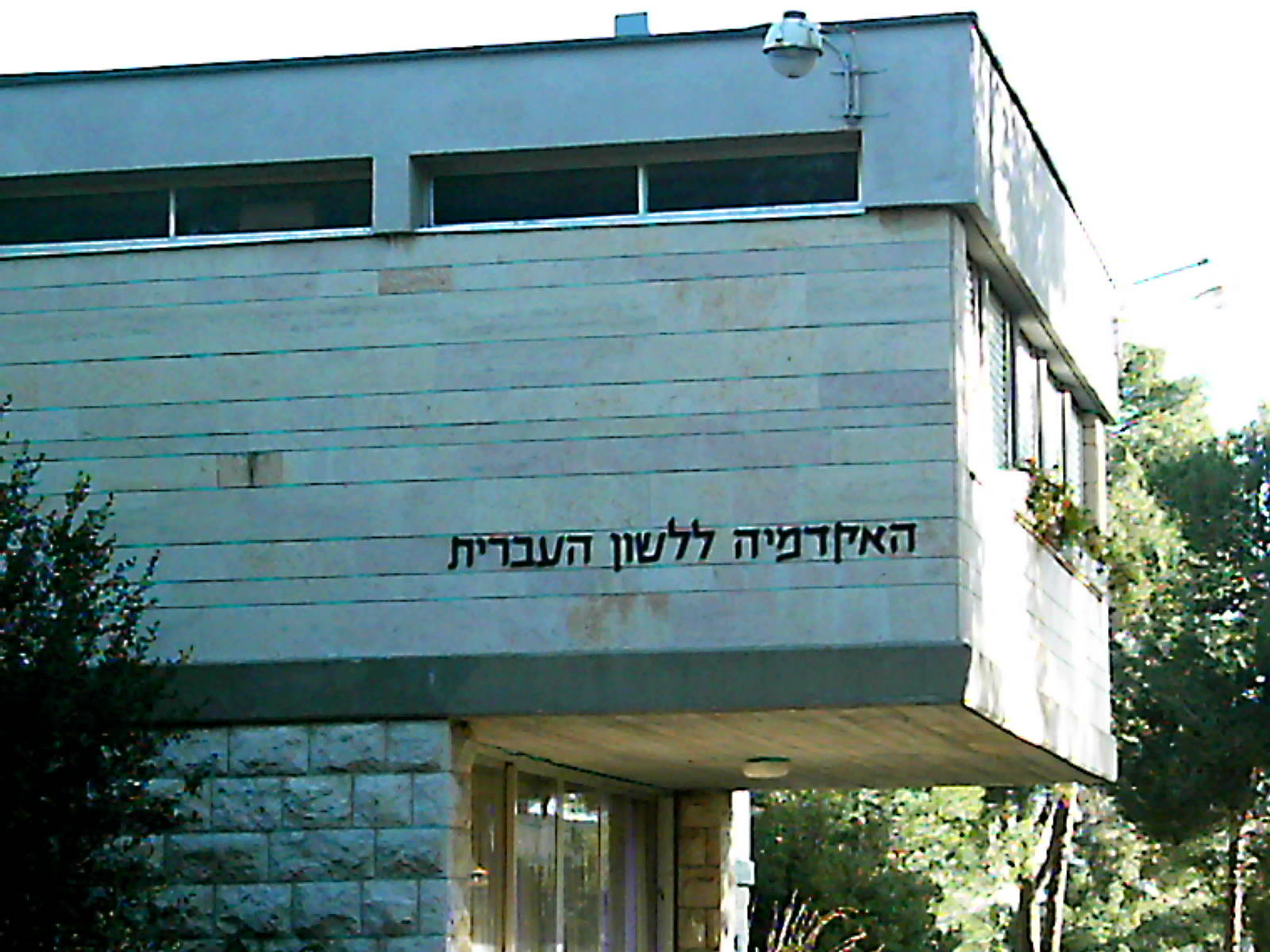
Acadèmia de la Llengua Hebrea - Givat Ram Campus
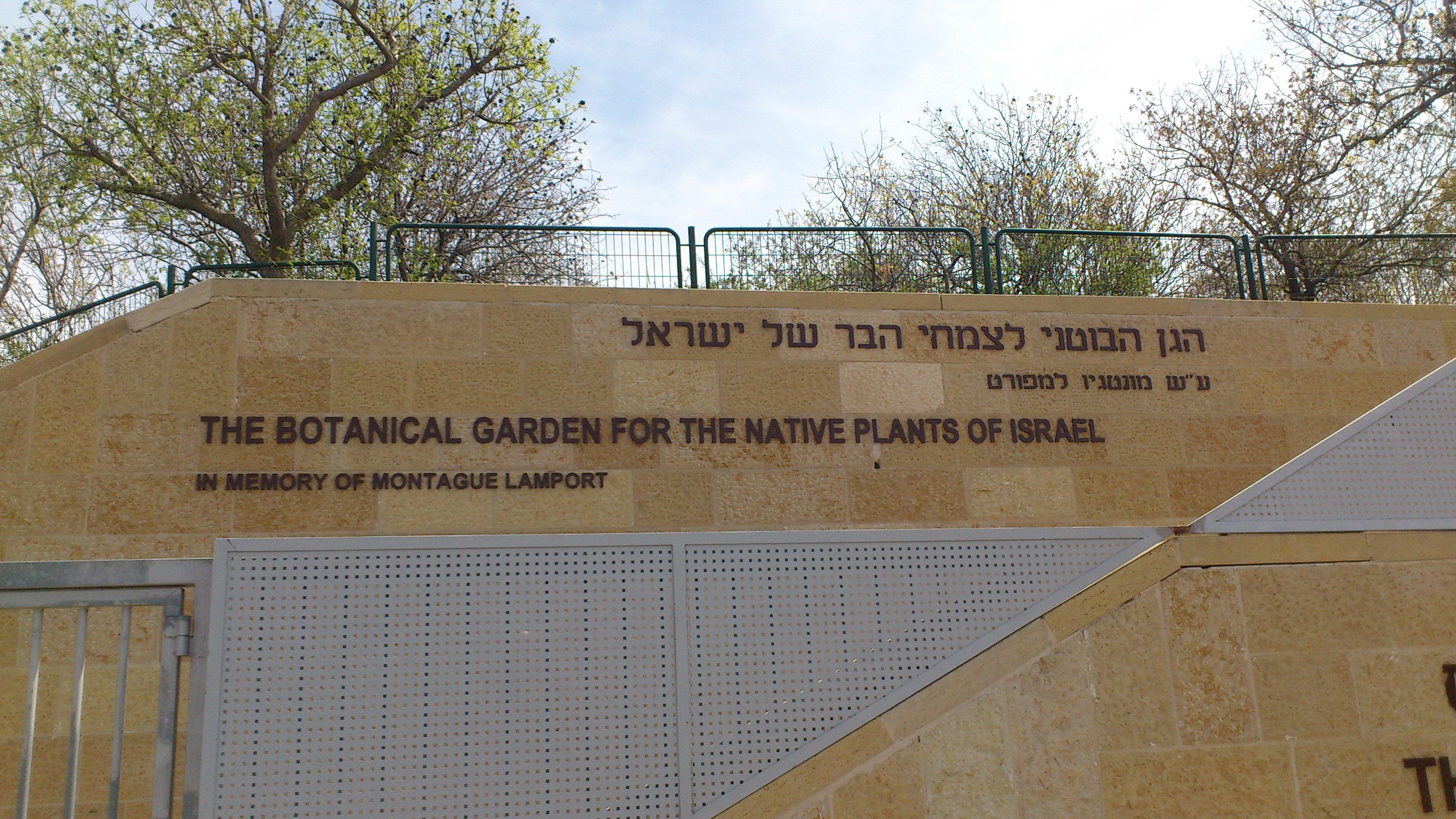
Israel Jardí Botànic Nacional - Muntanya Scopus
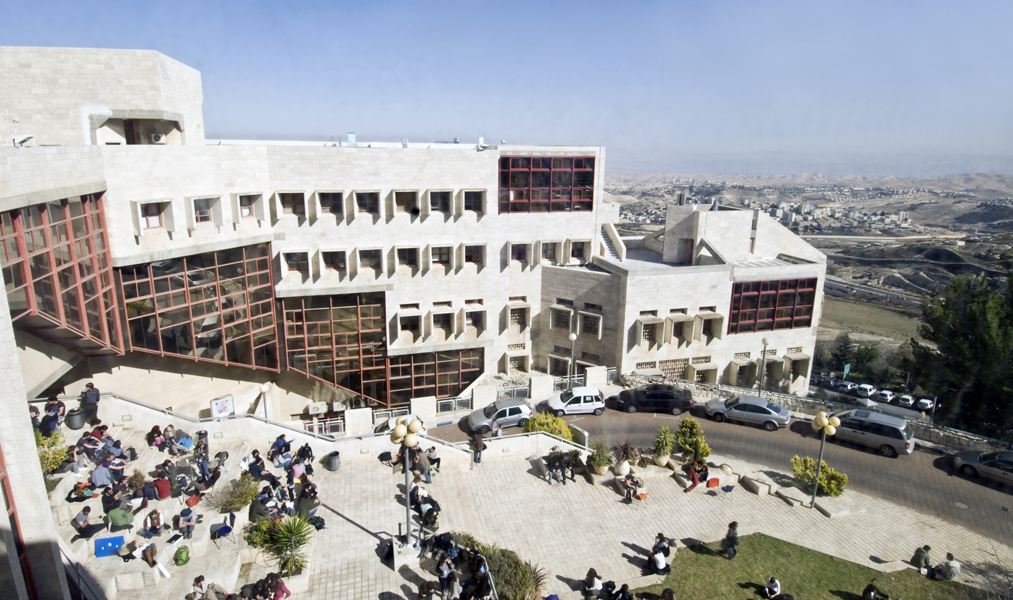
Acadèmia Bezalel d'Art i Disseny - l'escola nacional d'art d'Israel
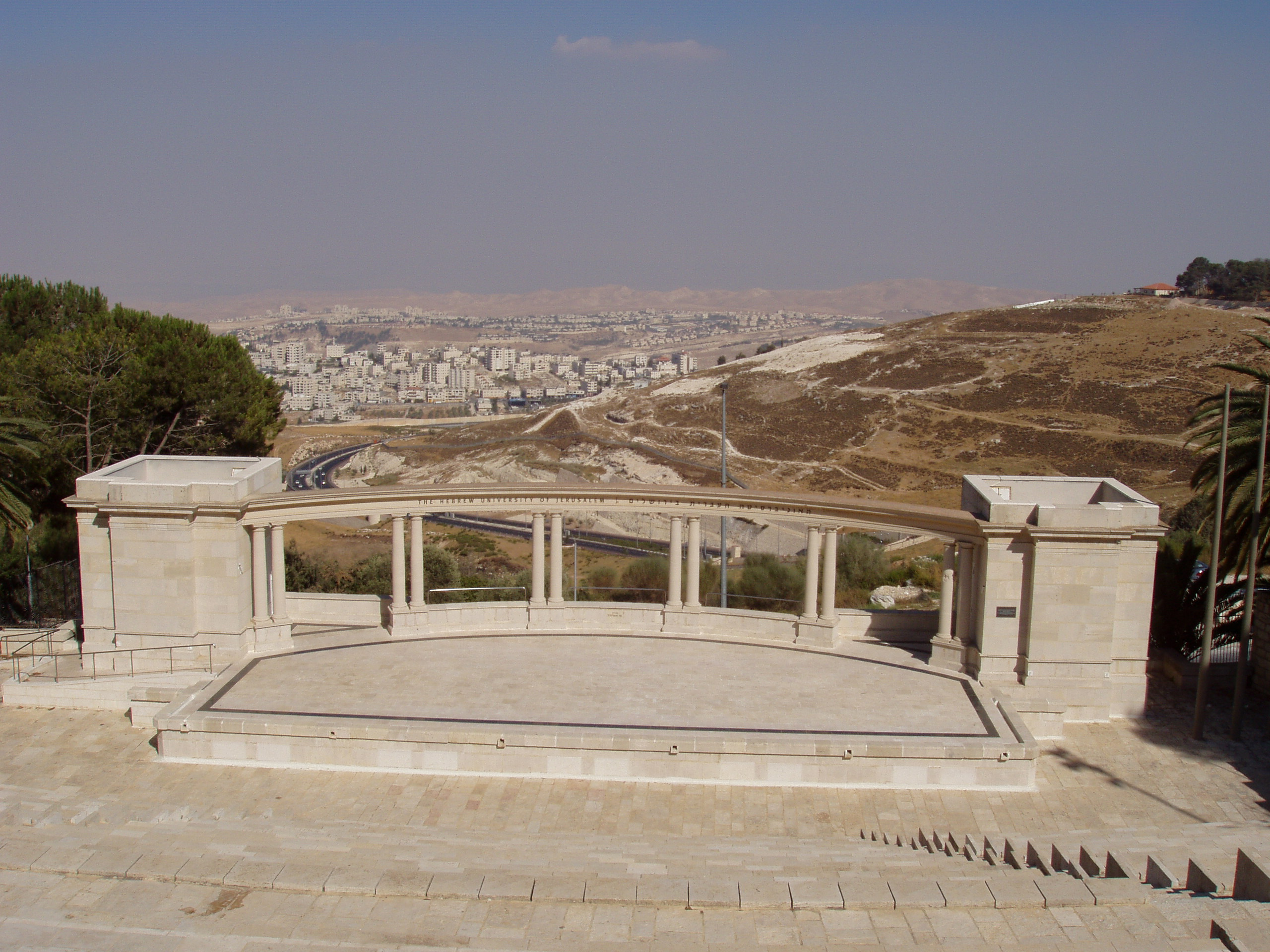
El teatre a la Muntanya Scopus
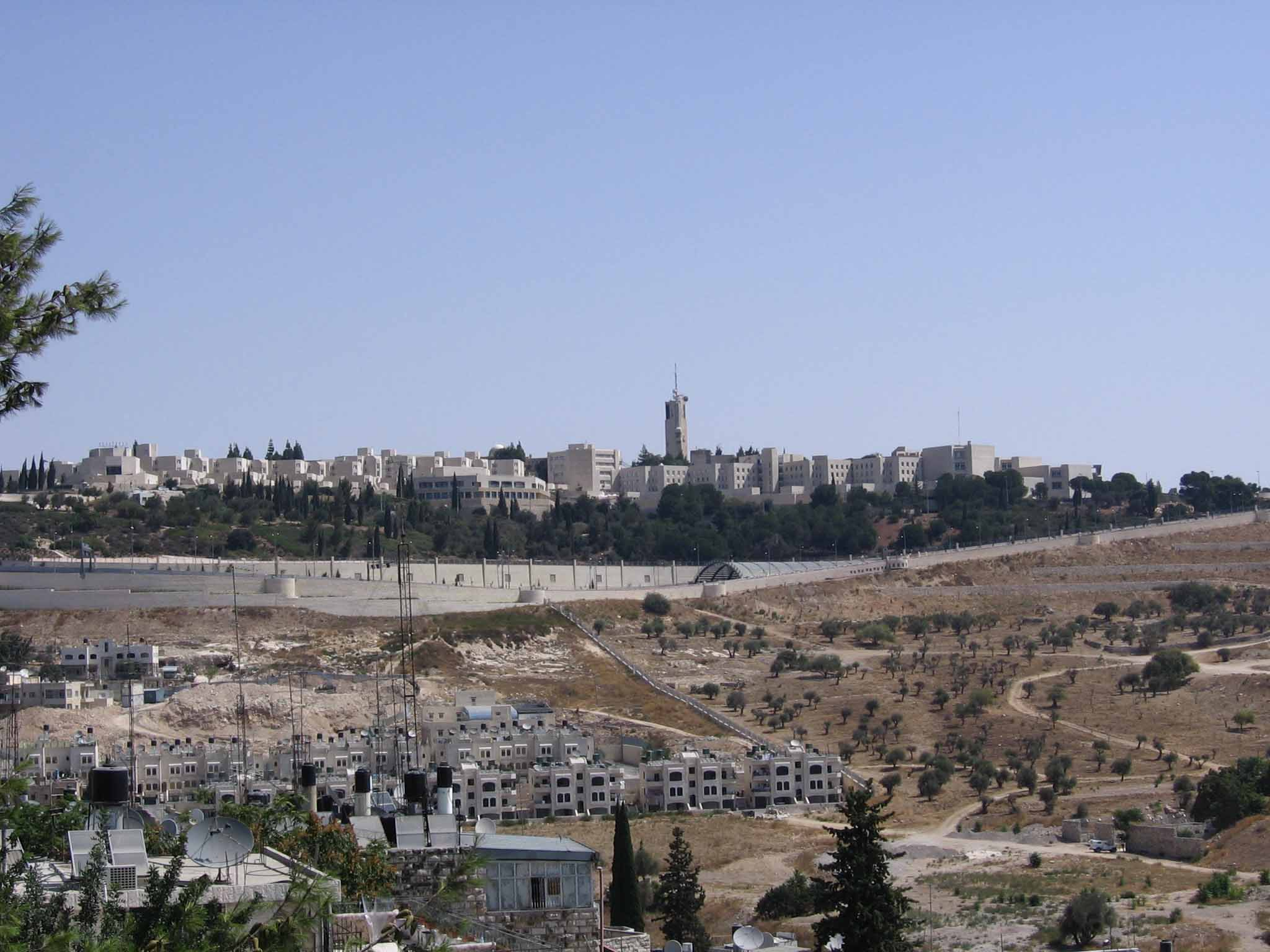
Campus Muntanya Scopus